# Hieracium morulum
Hieracium morulum es una especie de planta con flor del género Hieracium, de la familia Asteraceae, orden Asterales.

## Distribución
Hieracium morulum se distribuye por Noruega, Suecia, Finlandia y Rusia.

## Taxonomía
Fue descrita científicamente por (Dahlst.) Dahlst.